# Miheșu de Câmpie
Miheșu de Câmpie alte Schreibweise Miheșu de Cîmpie [miˈheʃu de ˈkɨmpie] (veraltet Mihășu de Câmpie; deutsch Bienendorf, ungarisch Mezőméhes oder Méhes) ist eine Gemeinde im Kreis Mureș in der Region Siebenbürgen in Rumänien.

## Geographische Lage

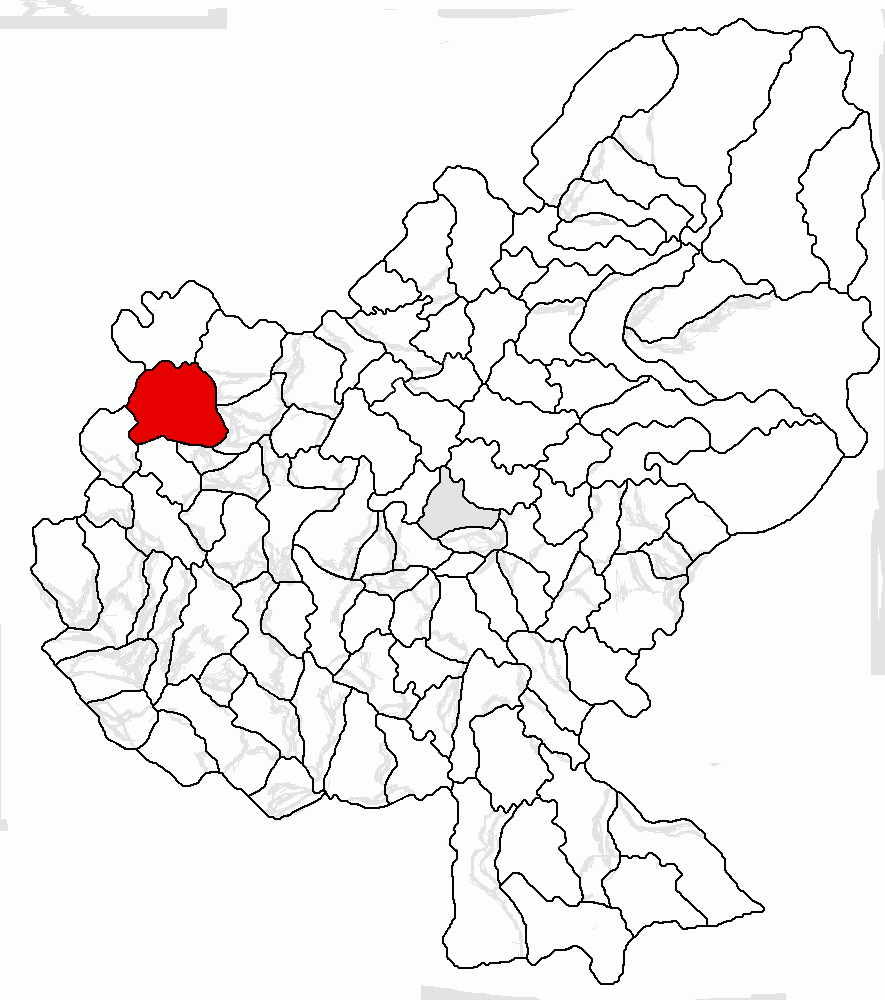
Lage der Gemeinde Miheșu de Câmpie im Kreis Mureș

Die Gemeinde Miheșu de Câmpie liegt in der Siebenbürgischen Heide (Câmpia Transilvaniei) – Teil des Siebenbürgischen Beckens. Im Westen des Kreises Mureș am Pârâul de Câmpie ein rechter Zufluss des Mureș (Mieresch), der eingleisigen 94 Kilometer langen Bahnstrecke Luduș–Măgheruș Șieu und der Kreisstraße (Drum județean) DJ 151, befindet sich der Ort Miheșu de Câmpie etwa 30 Kilometer nördlich der Kleinstadt Luduș (Ludasch) und etwa 45 Kilometer nordwestlich von der Kreishauptstadt Târgu Mureș (Neumarkt am Mieresch) entfernt.
In einer Heidelandschaft gelegen, befinden sich die acht Gemeindedörfer auf einem etwa 5400 Hektar großen Gebiet. Bedingt durch die Landschaft, der Heide, auf rumänisch câmpie, ist auch die Bezeichnung des Gemeindezentrums gegeben.

## Geschichte
Der Ort Miheșu de Câmpie wurde 1293 erstmals urkundlich erwähnt.
Auf eine Besiedlung des Gemeindezentrums deuten archäologische Funde aus der Urgeschichte auf dem von den Einheimischen genannten Areal Lăpuș.
Im Königreich Ungarn gehörten die Orte der heutigen Gemeinde dem Stuhlbezirk Marosludas in der Gespanschaft Torda-Aranyos, anschließend dem historischen Kreis Turda und ab 1950 dem heutigen Kreis Mureș an.

## Bevölkerung
Die Bevölkerung der Gemeinde Miheșu de Câmpie entwickelte sich wie folgt:
| 1850 | 1.773 | 1.555 | 87  | -  | 131 |
| 1910 | 2.842 | 2.136 | 506 | 19 | 181 |
| 1956 | 3.985 | 3.418 | 400 | 2  | 165 |
| 2002 | 2.538 | 2.079 | 205 | 1  | 253 |
| 2011 | 2.447 | 1.916 | 160 | -  | 371 |
| 2021 | 2.140 | 1.560 | 111 | -  | 469 |

Seit 1850 wurde auf dem Gebiet der heutigen Gemeinde die höchste Einwohnerzahl und die der Rumänen 1956 ermittelt. Die höchste Anzahl der Magyaren wurde 1910, die der Roma (290) 2021 und die der Rumäniendeutschen (61) 1900 registriert.

## Sehenswürdigkeiten
- Außer den gemeinsamen Stauseen mit den anliegenden Gemeinden Șăulia und Zau de Câmpie, welche dem Fischfang und auch als Erholungsgebiet genutzt werden, sind in der Gemeinde Miheșu de Câmpie keine nennenswerte Sehenswürdigkeiten zu erwähnen.

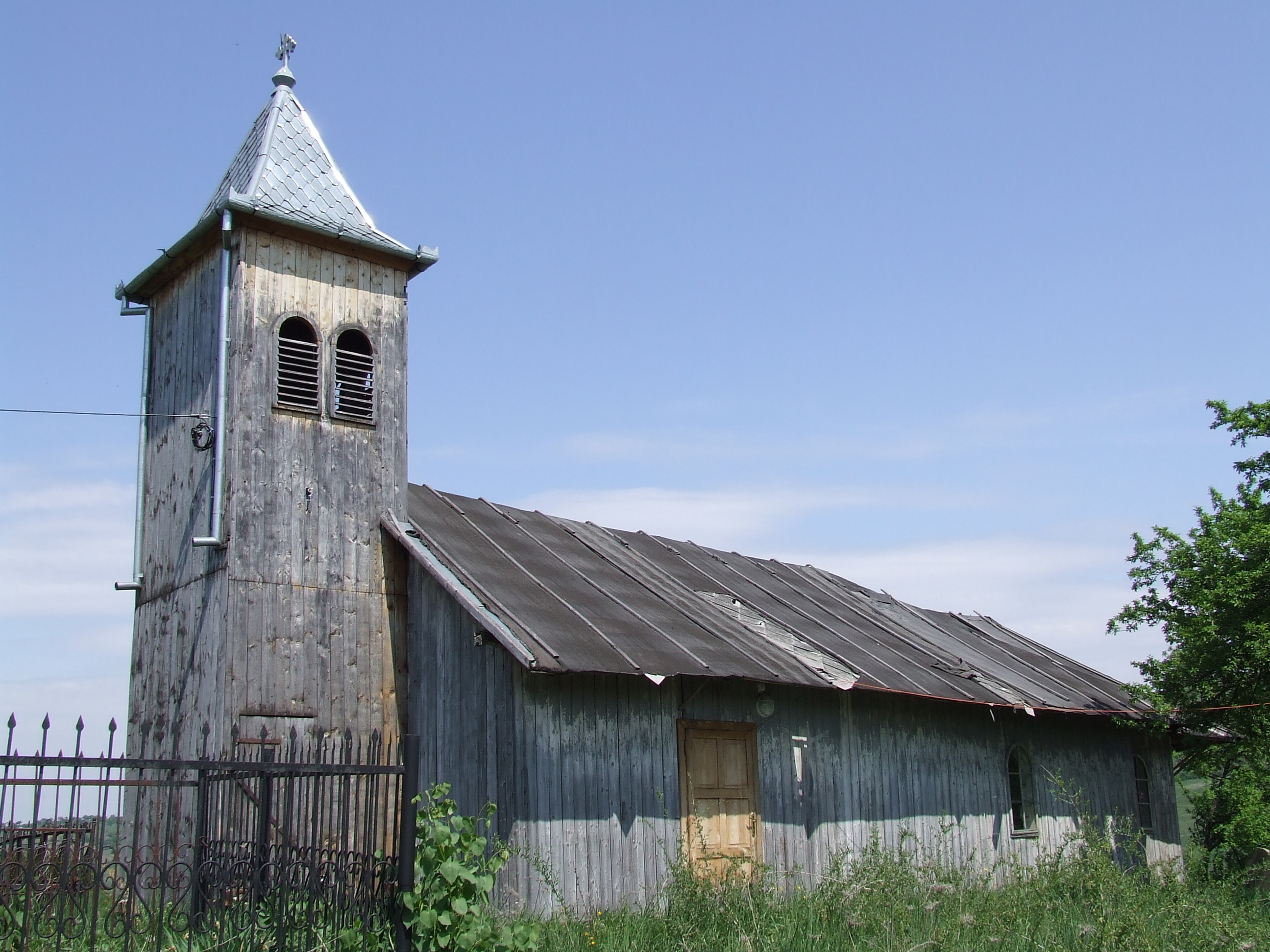
Holzkirche in Miheșu de Câmpie
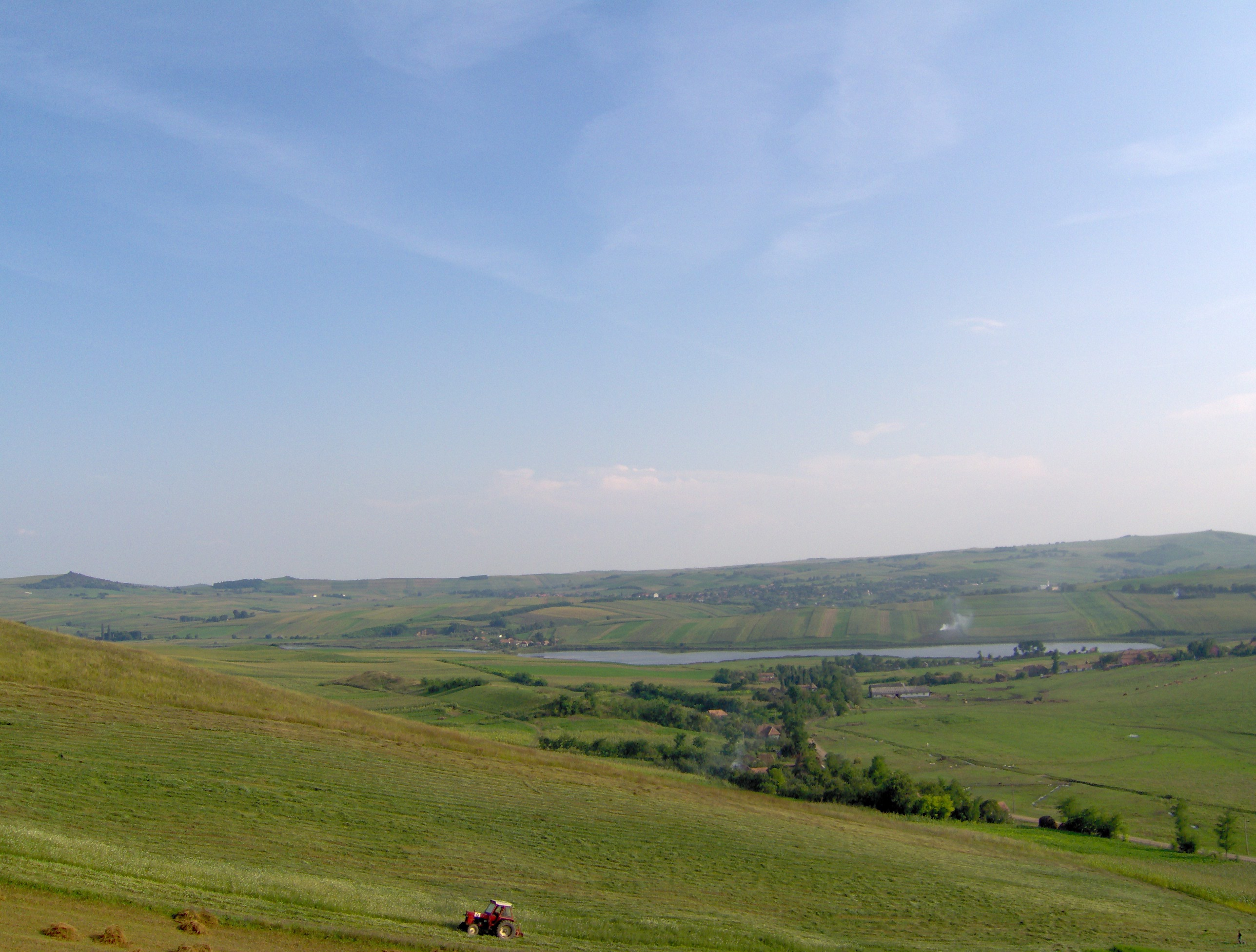
Blick auf Șăulița